# Bas-relief avec le portrait d'Antonia la Jeune

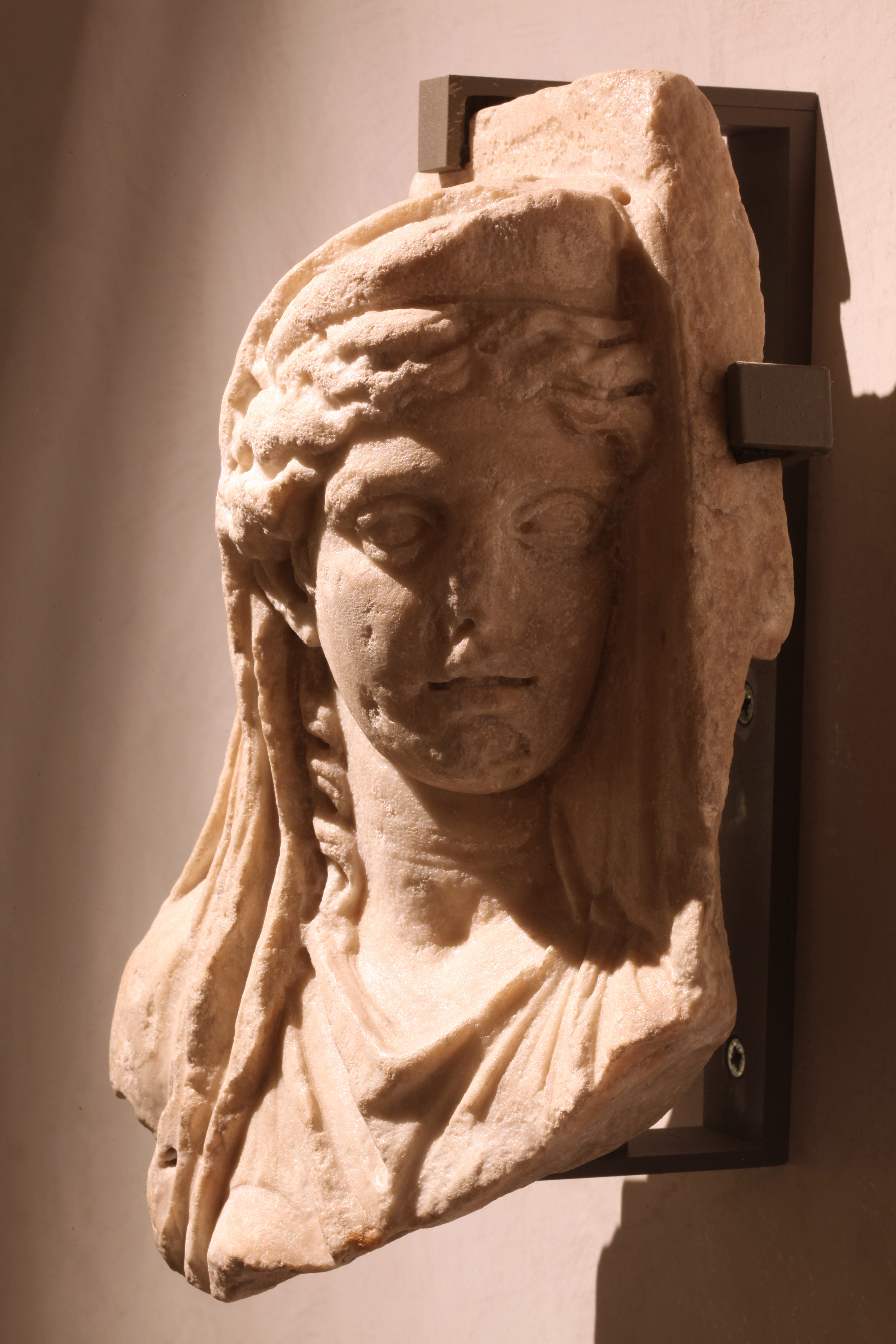
Vue de face, musée des beaux arts de Lyon

Le bas-relief avec le portrait d’Antonia la Jeune est un fragment qui représente Antonia la Jeune, née en 36 av. J.-C., morte en 37 apr. J.-C., nièce d'Auguste et mère de l’empereur Claude.

## Découverte
Ce fragment de bas-relief provient de l’église de Condrieu (département du Rhône), découvert au XIXe siècle, avant 1810. Il était encastré dans l’église paroissiale. Il pourrait faire partie d’un ensemble d’autres bas-reliefs de marbre trouvés à Vienne, représentant la famille impériale.

## Description
La jeune femme est de profil, elle porte un voile, elle est coiffée d’un diadème, ce qui indique qu’il s’agit d’une dame de la famille impériale. Sous le diadème, un bandeau de laine formé de plusieurs brins est l’insigne d’une prêtrise. Cela permet d’identifier Antonia la Jeune, idéalisée en prêtresse du culte impérial.
Ce bas-relief en marbre aurait été exécuté entre 37 et 54 apr. J.-C., sous les règnes de Caligula, petit-fils d'Antonia le Jeune, ou de Claude, fils d'Antonia. Il représente probablement Antonia la Jeune.

## ExpositionClaude, un empereur au destin singulier
Le bas-relief d’Antonia est conservé au musée des Beaux-arts de Lyon, sous le numéro d'inventaire 1994. Il a été exposé dans le cadre de l'exposition Claude, un empereur au destin singulier.
- exposition Claude, un empereur au destin singulier, de décembre 2018 à mars 2019 au Musée des Beaux-Arts de Lyon[1].